# Oe Ekam (Amanuban Timur)
Oe Ekam is een bestuurslaag in het regentschap Timor Tengah Selatan van de provincie Oost-Nusa Tenggara, Indonesië. Oe Ekam telt 2762 inwoners (volkstelling 2010).